# Friedrich Hornemann
Friedrich Conrad Hornemann (Hildesheim, 15 de septiembre de 1772 - Bokane, Nigeria, 9 de febrero de 1801) fue un explorador alemán, empleado por la londinense African Association (Asociación para la Promoción del Descubrimiento de Partes del Interior de África). Fue el primer europeo que atravesó el Sáhara. 

## Biografía

### Primeros años
Su padre, Friedrich Georg Hornemann, fue párroco y su madre, Katharina Dorothea Juliane, procedía de la familia del consejero del consistorio Friedrich Andreas Crome. Friedrich Hornemann creció con dos hermanas mayores y un hermano menor y asistió al Gymnasium Andreanum, donde su padre también enseñaba. Cuando murió su padre, Federico quedó al cuidado de su tío Ludwig Gottlieb Crom, que vivía en dificultades económicas con su numerosa familia. 
En la primavera de 1791 terminaron los días escolares de Hornemann. En mayo de ese año se inscribió como estudiante de teología en Gotinga. Después del semestre de invierno de 1793-1794 completó sus estudios, enseñó como profesor particular y trabajó en la escuela de la corte de Hannover.

### Preparación
En 1794, Hornemann fue recomendado al explorador inglés Joseph Banks, presidente de la African Association (Asociación Africana), gracias a la mediación del científico de Gotinga Johann Friedrich Blumenbach. Hornemann, siguiendo un deseo largamente acariciado, le manifestó que deseaba viajar a partes desconocidas del mundo. Esta asociación tenía como objetivo promover el descubrimiento de las partes del interior de África desconocidas por los europeos. A mediados de la década de 1790, la Asociación Africana se interesó por la zona noroccidental del continente por donde se suponía que discurría el río Níger; habiendo fracasado ya en dos intentos de enviar viajeros hasta la zona, decidió enviar a Friedrich Hornemann. Gracias a la influencia de Blumenbach, Hornemann recibió una subvención de la asociación para preparar su viaje, lo que le permitió realizar estudios en Gotinga: aprendió la lengua árabe, a calcular ubicaciones sobre una base astronómica y estudió en profundidad la geografía de África. También adquirió una excelente condición física.
En diciembre de 1796, Hornemann se sintió suficientemente preparado para sus tareas e informó a la Asociación Africana que podría iniciar el viaje a El Cairo en tan solo unas pocas semanas. En Londres se decidió primero conocerlo personalmente, instruirlo y fijarle condiciones. Por ello, a mediados de febrero de 1797, Hornemann abandonó Gotinga y viajó en barco correo a Londres. Allí se acordaron detalles, tareas y honorarios relacionados con su misión; atravesar el Sáhara desde el Mediterráneo hasta el golfo de Guinea. Para ello, debía dirigirse a El Cairo, disfrazarse de árabe, integrarse en alguna caravana que fuera al Fezán y luego atravesar el desierto para llegar hasta Bornu, al oeste del lago Chad.

### Viaje a África
Pasaron casi cuatro meses antes de que Hornemann pudiera continuar su viaje desde Londres vía París hasta Marsella. Desde allí, en agosto de 1797, siguió en barco hasta Larnaka, en Chipre, y desde Limassol a Alejandría. Cinco semanas después, Hornemann llegó a Bulaq, el puerto del Nilo en las afueras de El Cairo.  

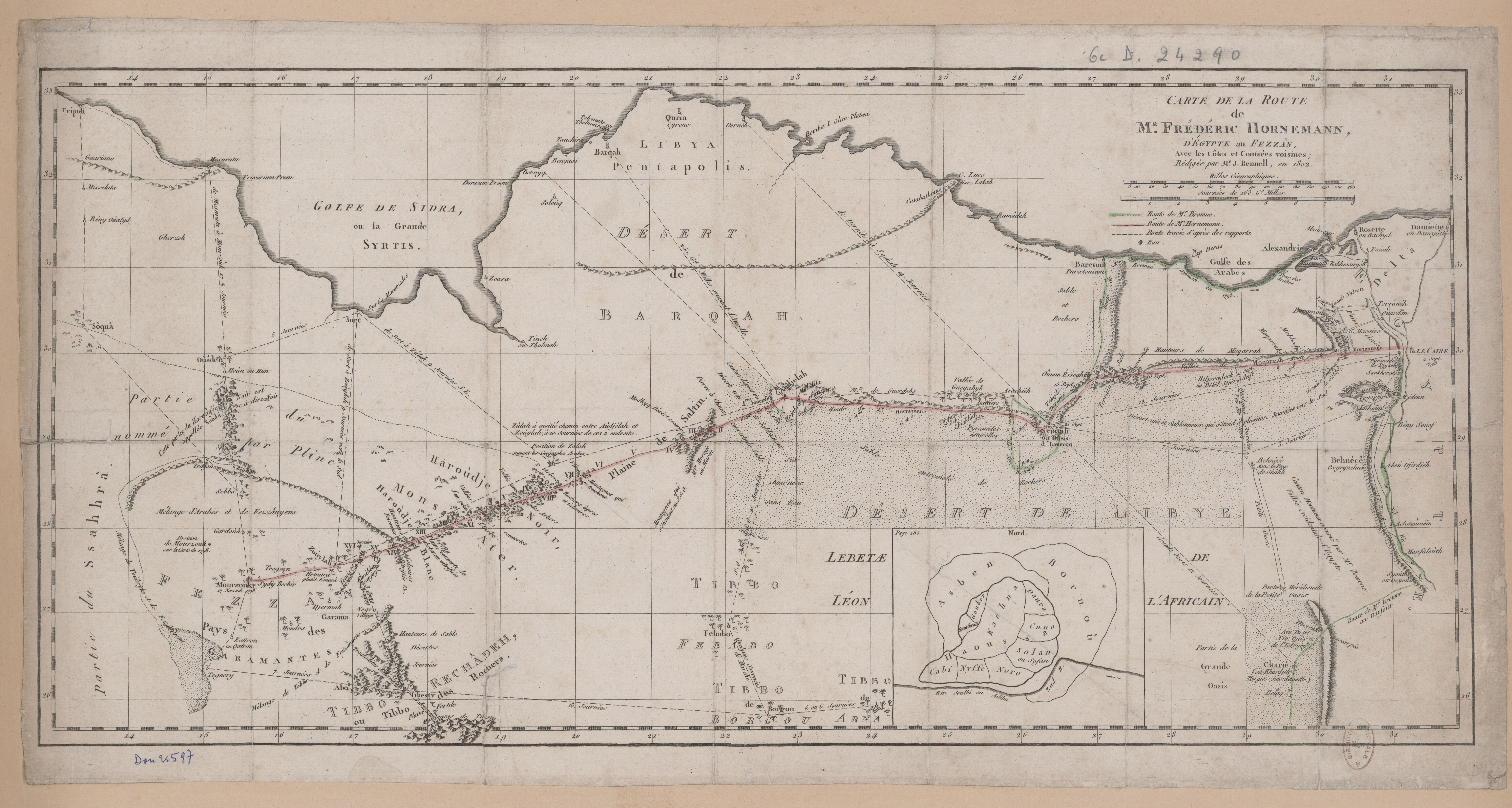
Mapa de la ruta de Friedrich Hornemann desde Egipto al Fezán, por J. Rennell, 1802

En El Cairo, según lo acordado, se familiarizó con el ambiente extranjero, perfeccionó sus conocimientos del árabe, y asumió la identidad de un mameluco, con el nombre de Yusuf. Entró en contacto con comerciantes de caravanas y peregrinos para preparar su viaje, pero una epidemia de peste hizo que esta tarea fuera más difícil. Después de un año de preparativos, en septiembre de 1798 consiguió unirse a una caravana de peregrinos que volvían de La Meca hacia Bornu, en el Sudán central. Viajó en compañía de otro alemán, Joseph Freudenberg, convertido a la religión musulmana doce años antes.
Salieron de El Cairo con la caravana y viajaron a través de la depresión de Qattara, cruzaron los oasis de Siwa y Awjila, a través del desierto de Libia. Cada noche, Freudenberg anotaba a escondidas las observaciones, descubrimientos y distancias recorridas. Llegaron en noviembre de 1798, después de casi dos meses, a Murzuk, capital del Fezán en el suroeste de Libia. Fezán era por entonces un oasis importante en la ruta comercial de Trípoli (Libia) al territorio del Imperio Kanem-Bornu y los reinos hausa. Pero Freudenberg murió de malaria y Hornemann abandonó la caravana de peregrinos, permaneció en Murzuk durante varias semanas, y finalmente se dirigió a Trípoli para escribir sus informes de la primera parte de la expedición y enviarlos a Gran Bretaña.
A finales de enero de 1800 regresó a Murzuq con la intención de llevar a cabo la segunda parte de la exploración, el viaje hasta el golfo de Guinea cruzando la actual Nigeria. En abril de 1800 llegó al sultanato de Bornu, que atravesó marchando hacia el oeste. Pasó por Kukawa, Katsina, Sokoto y finalmente llegó al río Níger. Murió de disentería, según se supo unos veinte años después.

## Legado
Hornemann fue el primer europeo en atravesar el Sáhara y la narración de su itinerario desde El Cairo proporcionó, por primera vez, un cuadro completo de los aspectos humanos, geográficos y económicos de la región del Fezán. El texto original del diario de Hornemann, escrito en alemán, fue publicado en Weimar (Alemania) en 1801 con el título de Fr. Hornemanns Tagebuch seiner Reise von Cairo nach Murzouk, der Hauptstadt des Königreichs Fessan in Afrika, in den Jahren 1797 und 1798, aus der teutschen Handschrift desselben herausgegeben von Carl König (Diario del padre Hornemann sobre su viaje desde El Cairo a Murzouk, la capital del Reino de Fessan en África, en los años 1797 y 1798, del manuscrito alemán del mismo publicado por Carl König).